# シャーマン郡 (オレゴン州)
シャーマン郡（英: Sherman County）は、アメリカ合衆国オレゴン州にある郡の一つ。郡名は、南北戦争で活躍した北軍将官ウィリアム・シャーマンに由来する。2000年における人口は1,934人。郡庁所在地はモロである。

## 歴史
1889年2月25日、ワスコ郡の北東部が分郡し、シャーマン郡が設置された。郡境の変更は1891年に一度だけ行われ、州議会により郡境が29 km (18 mi)南に移動し、それに伴って相当するワスコ郡の領域がシャーマン郡に移った。
当初、州議会によりワスコの町が郡庁所在地として制定されたが、この指定の異議を巡り、ワスコとモロの間で郡庁所在地の争奪戦が起こった。ワスコ郡との郡境界線の調整後、最終的にモロが勝者として郡庁所在地としての地位を獲得した。

## 経済
シャーマン郡の主要経済は農業であるが、牧畜や観光による恩恵も受けている。主要農作物は小麦と大麦である。その他、オレゴン州最大の風力発電地帯であるビッグロー・キャニオン・ウィンド・ファームがある。

## 地理
アメリカ合衆国国勢調査局によれば、シャーマン郡の総面積は2,153 km² (831 mi²) で、その内2,132 km² (823 mi²) が陸地、21 km² (8 mi²、0.96%) が水面である。

### 隣接郡
- ワスコ郡 - 西、南
- ギリアム郡 - 東
- クリッキタト郡 - 北

## 人口動態
以下は2000年国勢調査による人口統計データである。
| - 人口: 1,934人 - 世帯数: 797世帯 - 家族数: 797家族 - 人口密度: 1人/km²（2人/mi²） - 住居数: 935軒 - 住居密度: 0軒/km²（1軒/mi²） 人種別人口構成 - 白人: 93.59% - アフリカン・アメリカン: 0.21% - ネイティブ・アメリカン: 1.40% - アジア人: 0.47% - その他の人種: 2.79% - 混血: 1.55% - ヒスパニック・ラテン系: 4.86% 祖先構成 - ドイツ系: 20.5% - アメリカ系: 17.3% - イングランド系: 11.7% - アイルランド系: 8.7% - ノルウェー系: 5.3% 年齢別人口構成 - 18歳未満: 26.40% - 18-24歳: 5.80% - 25-44歳: 23.40% - 45-64歳: 26.10% - 65歳以上: 18.30% - 年齢の中央値: 42歳 - 性比（女性100人あたり男性の人口） - 総人口: 102.90 - 18歳以上: 105.00 | 世帯と家族（対世帯数） - 18歳未満の子供がいる: 29.90% - 結婚・同居している夫婦: 58.50% - 未婚・離婚・死別女性が世帯主: 6.50% - 非家族世帯: 31.50% - 単身世帯: 28.70% - 65歳以上の老人1人暮らし: 14.10% - 平均構成人数 - 世帯: 2.43人 - 家族: 2.97人 収入と家計 - 収入の中央値 - 世帯: 35,142米ドル - 家族: 42,563米ドル - 性別 - 男性: 31,207米ドル - 女性: 21,579米ドル - 人口1人あたり収入: 17,448米ドル - 貧困線以下 - 対人口: 14.60% - 対家族数: 12.30% - 18歳未満: 20.20% - 65歳以上: 7.70% |

## 都市と町
- モロ（郡庁所在地）
- グラスバレー
- ルーファス
- ワスコ

### 非法人地域、国勢調査指定地域
| - ビッグズジャンクション - デモススプリングス - アースカイン - ハーモニー | - ケント - クロンダイク - ロカストグローブ - マクドナルド | - モンクランド - ラットリッジ |